# Panellus albifavolus
Panellus albifavolus är en svampart som beskrevs av Corner 1986. Panellus albifavolus ingår i släktet Panellus och familjen Mycenaceae.   Inga underarter finns listade i Catalogue of Life.